# Rossella (serie televisiva)
Rossella è una serie televisiva italiana andata in onda su Rai 1 nel 2011 e 2013. 

## Trama

### Prima stagione
La storia è ambientata a Genova tra la fine dell'Ottocento e gli inizi del Novecento. La protagonista è Rossella Andrei, giovane e bellissima ragazza appartenente a una ricca famiglia di industriali dell'alta società genovese. Rossella ha l'aspirazione a diventare medico pediatra. Per un caso fortuito incontra Giuliano Sallustio, un giornalista del quale s'innamora a prima vista, pur essendo già promessa in sposa a Walter Jaeger, che lei tuttavia non ama. Il padre di Rossella farà comunque di tutto per suggellare il matrimonio, impedendo la storia d'amore tra sua figlia e Giuliano. Sarà però Paolina, sorella di Rossella, a sposare Jaeger, mentre Rossella scapperà con Giuliano. I due si sposeranno e avranno una bambina, Angelica. Presto, però, Rossella si accorgerà del cambiamento di Giuliano, ormai diventato un uomo cinico e avido di potere. Ritroverà la forza di vivere con un nuovo amore, il conte Riccardo Valeri, bravissimo medico di lei innamorato, nonostante lui stesso sia già infelicemente sposato con Sophie. Sophie verrà sedotta da Giuliano, dalla quale avrà un figlio, Federico. In seguito, però, la donna comprende la vera indole di Giuliano, che alla fine la ucciderà facendo ricadere la colpa su Riccardo. Rossella, dopo aver scontato una pena di quattro anni per adulterio a causa dell'austero zio Cesare, procuratore del re e assassino di sua madre Olimpia, della quale era innamorato, deve provare l'innocenza del suo amato e ci riuscirà, grazie all'aiuto un barbone genovese, Vanni, che testimonierà sui fatti realmente accaduti la notte in cui Sophie fu uccisa. Infine, Rossella, divenuta ormai medico, con Giuliano in carcere, Riccardo al suo fianco e con i piccoli Angelica e Federico, vivrà serena nella sua città con il padre Pietro e Paolina, che nel frattempo si è ribellata al marito.

### Seconda stagione
La storia riprenderà dalla laurea in Medicina di Rossella, felice compagna di Riccardo Valeri e felice madre di Angelica e Federico. Il suo ex marito, Giuliano Sallustio, sta per essere condannato per l'omicidio di Sophie Valeri, uccisa qualche anno prima. Tuttavia, con l'aiuto del suo avvocato, riesce a corrompere il giudice che si occupa dell'inchiesta, per cui esce di prigione, facendo ancora una volta ricadere la colpa dell'assassinio su Riccardo. L'uomo, condannato ai lavori forzati, riesce comunque a fuggire con una barca insieme ad alcuni suoi compagni di prigione ma, a causa di una tempesta, la barca si ribalta. Rossella, la quale pensa che Riccardo sia morto, si avvicina molto a Lorenzo Malatesta, nobile decaduto, che a Genova gestisce un maneggio, con il quale in seguito scoppia la passione. Riccardo, invece, è ancora vivo e si ricongiunge alla sua amata Rossella. Ma Giuliano è deciso a fare del male, così si reca a casa Valeri, dove uccide con un colpo di pistola Riccardo e abusa di Rossella. In seguito, la donna testimonierà a un processo, dove il Sallustio sarà imputato anche per lo stupro, suscitando molto scalpore nell'opinione pubblica. Giuliano e il suo avvocato cercheranno di addossare ad altri la responsabilità per l'omicidio di Riccardo. Rossella cerca duramente di contrastarlo. Alla fine, Giuliano si reca dalla donna, intenzionato a ucciderla affinché taccia definitivamente, ma Lorenzo accorre in suo soccorso finendo per uccidere Giuliano con la sua spada. Dopo la morte di Giuliano, la corte crede alle ingiustizie subite da Rossella, alla quale viene dedicato un ospedale infantile. La serie si conclude con la separazione tra Rossella e Lorenzo.

## Episodi
| Stagione         | Episodi | Prima TV |
| ---------------- | ------- | -------- |
| Prima stagione   | 7       | 2011     |
| Seconda stagione | 5       | 2013     |

## Personaggi
- Rossella Andrei in Sallustio, interpretata da Gabriella Pession (stagioni 1-2).
Bellissima figlia minore del conte Pietro Andrei, determinata e caparbia, abita a Genova con il padre e la sorella Paolina. Le viene inizialmente raccontato che sua madre è morta quando lei era piccola, mentre in realtà è stata rinchiusa in un convento. S'innamora di Giuliano Sallustio, giornalista squattrinato, e, dato che il padre non lo accetta, i due scappano e si sposano. Poco dopo Giuliano, per cercare fortuna, parte per l'Africa e Rossella si accorgerà poi di essere incinta. Partorirà una bambina che poi chiamerà Angelica. In assenza di Giuliano, Rossella inizierà a lavorare per Riccardo Valeri, medico di buona famiglia, sposato con la contessa Sophie. Rossella si interessa molto di medicina iniziando a studiare per diventare medico. Contemporaneamente in Rossella nasce un sentimento verso Riccardo che, al ritorno di Giuliano, nasconde. Ma dopo tante peripezie la donna riesce ad avere con Riccardo una vita tranquilla, riuscendo a laurearsi e a diventare pediatra. I guai per lei non sono finiti; infatti il perfido Giuliano diventa complice di Ruggero, ex cameriere dello zio della donna e procuratore del re, per cui inizia a ricattarlo per l'omicidio di Olimpia, così l'uomo è costretto a scagionare Giuliano e a incolpare Riccardo che viene così arrestato. Rossella cerca in tutti i modi di scagionarlo, ma è inutile; inoltre scopre anche della morte della madre per mano dello zio. Intanto in ospedale Rossella cura un bambino malato di colera, recadosi poi nel paese dove la malattia sta tormentando i cittadini. Qui, incontra Lorenzo Malatesta, che l'aiuterà nella sua lotta contro il sindaco che non vuole deviare il corso dell'acqua infetta e quindi bloccare la malattia, ma alla fine la donna e il suo nuovo amico ce la faranno. Rossella viene a sapere che Riccardo è morto mentre tentava di evadere, si dispera, ma Lorenzo le sta accanto, così in un momento di passione cede, e fa l'amore con lui. Ma Riccardo è vivo e i due si ritrovano più innamorati di prima per cui decidono di scappare per l'America, ma il diabolico Giuliano impedirà il sogno dei due innamorati violentando Rossella e sparando a Riccardo che morirà tra le sue braccia.
- Riccardo Valeri, interpretato da Danilo Brugia (stagioni 1-2).
Dottore di idee liberali, vive a Genova con la moglie Sophie. Riccardo con il tempo si innamora perdutamente di Rossella, infatti Sophie sarà molto gelosa di lei. Se con Rossella avrà una storia d'amore e di vera passione, con la moglie litiga molto spesso, ma in fondo i due si vogliono bene, tanto che Riccardo farà partorire Sophie, nascondendola, e alla fine diventeranno amici. Dopo varie peripezie, in cui lui è dovuto andarsene a Parigi, sotto ricatto di Giuliano Sallustio, e in cui di nuovo a Genova, verrà accusato dell'omicidio di Sophie (compiuto invece da Sallustio stesso), Riccardo riuscirà a restare con Rossella, con Federico, il bimbo della moglie defunta, e Angelica, figlia di Rossella. Durante il processo contro Giuliano, Cesare Andrei, ricattato dall'uomo, è costretto a rilasciare il giornalista e ad arrestare Riccardo per l'omicidio di Sophie, così Riccardo viene condotto in carcere che si trova su un'isola in Toscana. Qui conosce Erminia, la bella moglie del direttore del carcere che si innamora perdutamente di lui, ma l'uomo rifiuta le sue avance, così la donna offesa lo accusa di averle mancato di rispetto e lo fa mettere in isolamento. Qui ha un incontro con Giuliano dove lo aggredisce e gli giura che lo ammazzerà prima o poi. Con l'aiuto di uno potente uomo, Riccardo riesce ad evadere e a scappare, ma una tempesta lo coglie in mare, risultando disperso. Alla fine verrà salvato e curato da una coppia di contadini che lo aiuteranno ad arrivare a Genova dove tenterà, prima di uccidere Giuliano fallendo, e poi si ricongiunge con la sua amata Rossella che gli confessa il tradimento con Lorenzo, ma lui la perdona decidendo di partire per l'America coi bambini. Ma Giuliano distrugge i loro sogni uccidendo il medico durante l'ennesima colluttazione.
- Contessa Sophie in Valeri, interpretata da Francesca Cavallin (stagione 1).
Vive a Genova con il marito Riccardo, ben vista e sempre ascoltata da tutti tranne che dal marito, con il quale non va per niente d'accordo. Infatti, non appena scopre che Riccardo la tradisce con Rossella, e che quest'ultima tradisce il marito Giuliano Sallustio, Sophie è felice di informarne Giuliano. Tuttavia, anche lei tradirà il marito, in quanto avrà una relazione segreta con lo stesso Sallustio, dal quale avrà un figlio, Federico. Sophie vuole interrompere la relazione con Sallustio ma viene da lui uccisa. Il maggior indagato sarà il marito Riccardo. Tuttavia, Rossella proverà la colpevolezza di Giuliano, aiutata da un abitante di Genova di nome Vanni.
- Giuliano Sallustio, interpretato da Giuseppe Zeno (stagione 1) e da Paolo Mazzarelli (stagione 2).
Inizialmente è un ragazzo dolce e ingenuo, trasferitosi a Genova dal sud, con dei sogni da realizzare. È un giornalista, e, dopo aver lottato per la donna che ama, Rossella, ed essere andato a vivere con lei, una volta sposati, decide da solo, di partire per l'Africa, lasciando senza saperlo che la moglie aspetta una bambina. Ma, Giuliano, in Africa, si macchierà di omicidio, uccidendo il capo della spedizione De Roberti. Giuliano, dopo essere tornato dall'Africa, diventa crudele ed egoista, avido di potere e di ricchezze e molto attratto dalla Contessa Sophie Valeri, che diventerà la sua amante. Sallustio fa rinchiudere Rossella in un convento, dopo averla accusata, con il favore del procuratore Cesare Andrei, zio della donna, di adulterio nei suoi confronti. Alla fine, dopo aver ricattato Riccardo e aver ucciso Sophie, che aveva la prova della sua colpevolezza nell'omicidio di un uomo in Africa, verrà arrestato, giurando vendetta. Ma, Giuliano viene scagionato, facendo arrestare Riccardo, ma, alcuni giorni dopo che Riccardo è creduto morto, fa assoldare il servo di Cesare, Ruggero. Giuliano, però, si sente in pericolo perché Riccardo lo vuole eliminare per sempre, ma Giuliano uccide il medico sotto gli occhi di Rossella. Alla fine, Giuliano viene ucciso da Lorenzo mentre stava per portare via Rossella.
- Cesare Andrei, interpretato da Toni Bertorelli (stagioni 1-2).
Procuratore del Re, vive a Genova, ha un figlio che lo odia, è ricco, ed è fratello di Pietro, padre di Paolina e Rossella Andrei. È un uomo crudele e cinico, ma alla stesso tempo fragile. Ha sempre amato Olimpia, moglie del fratello, che ucciderà quando lei, in casa sua, lo insulterà. Testimone dell'omicidio è il servo di Cesare, Ruggero, con cui condivide questo segreto che lo fa dannare. Al processo contro la nipote, Rossella, non è dalla sua parte, e, involontariamente, aiuta Giuliano Sallustio nel suo crudele piano, facendola rinchiudere in un monastero per quattro anni, colpevole di adulterio. Alla fine, deciderà di farla finita con tutto e con tutti, e si suiciderà.
- Olimpia, interpretata da Monica Guerritore (stagione 1).
Una volta moglie e madre dolce e affettuosa, finché Pietro, suo marito, non la fa chiudere in un convento, accusandola di averlo tradito, e dicendo alle figlie che è morta. Così, Olimpia è costretta a mantenere contatti solo con Elvira, la domestica di casa Andrei, che le parla della ragazza. Riabbraccerà, poi, per prima Rossella, e in seguito Paolina, intrattenendo un rapporto molto freddo con Pietro, e di astio con Cesare, suo cognato, da sempre innamorato di lei, e che la ucciderà, facendo credere che si tratta di suicidio.
- Paolina, interpretata da Teresa Saponangelo (stagione 1-2).
Figlia di Pietro e sorella di Rossella, Paolina è una donna fredda, e costretta a sposare un uomo rifiutato dalla sorella, Walter Jaejer, che la tratta male. Con Rossella, Paolina ha un rapporto strano e viscerale, perché l'ammira pur detestandola. Alla fine, sarà a lei ad avere Angelica quando Rossella è reclusa nel monastero, e deciderà di intrattenere con la nipote un rapporto madre-figlia, facendo arrabbiare molto la sorella minore, con cui si vede nella sua "prigione". Dopo essersi ribellata al marito, Paolina torna dalla sua famiglia, felice, con il padre, la sorella, la nipote biologica, il nipote acquisito e l'uomo di Rossella.
- Jacopo Andrei, interpretato da Giulio Forges Davanzati (stagione 1).
Iacopo è il figlio di Cesare, che odia. Ha un ottimo rapporto con la cugina Rossella, che è come una sorella per lui. Si innamora di Lucia, una ragazza povera che finirà per fare la prostituta quando lui non c'è. Lucia si ammalerà e morirà nonostante l'intervento di Riccardo. Sconvolto dalla perdita, Jacopo si precipita nel tribunale dove suo padre Cesare svolge la funzione di procuratore del re e lo rinnega. Dopo essere stato allontanato a forza dall'aula, incontra Rodolfo, un anarchico che lo convince a seguirlo. Jacopo, che ha perso la fiducia nella giustizia e ha rinnegato le sue origini, si unisce agli anarchici, intraprendendo azioni di lotta sindacale specie fra gli operai della fabbrica di Sallustio. Colpito da un mandato di arresto, è costretto a fuggire in Svizzera.
- Elvira, interpretata da Anna Melato (stagioni 1-2).
governante di casa Andrei da molto tempo, ha fatto da madre a Rossella e a Paolina, e poi da nonna ad Angelica. Tutti si fidano di lei, ed anche Olimpia, creduta morta dalle figlie e rinchiusa in un convento, ha piena fiducia in Elvira, che spesso va a trovarla. Custodisce alcuni segreti di casa Andrei.
- Giovanni (Vanni), interpretato da Ugo Dighero (stagione 1-2).
Abita per le strade di Genova, parla dialetto ligure, molto buffo e spigliato. È un barbone, testimone dell'omicidio di Sophie Valeri, tanto che testimonierà contro l'assassino di quest'ultima, Giuliano, che grazie a lui verrà incarcerato.
- Ruggero, interpretato da Gabriele Bocciarelli (stagione 1).
È servo in casa del procuratore Cesare Andrei. Anche se, alla fine, sarà lo stesso Ruggero a fare da padrone ad Andrei, in qualità di testimone dell'omicidio commesso da quest'ultimo, nei confronti della povera Olimpia, madre di Rossella e Paolina. Lui si dimostrerà a volte ancora servitore, altre da astuto ricattatore, intrattenendo un rapporto assolutamente viscerale con il procuratore.
- Lucia, interpretata da Lucia Lavia (stagione 1).
Abita nel quartiere povero in cui inizierà a vivere Rossella. Ha dei fratelli da mantenere e accudire, così sarà costretta a prostituirsi. Cesare Andrei la odia, dato che suo figlio è molto innamorato di lei, così le ordina di non vederlo mai più, e lei accetta. Si ammalerà e alla fine della sua malattia, e in un tragico epilogo, morirà tra le braccia di Jacopo, il ragazzo che ha sempre amato.
- Lorenzo Malatesta, interpretato da Simone Montedoro (stagione 2).
Si tratta di un Nobile condottiero diseredato dalla famiglia. Si innamorerà di Rossella dopo che lei si reca a Morasca, paese dove scoppia un'epidemia. Alla fine sarà costretto a partire, giurando amore a Rossella.

## Curiosità
- Il brano che accompagna i titoli di coda della serie, intitolato Donne come noi, è cantato dalla stessa Gabriella Pession[1].
- Inizialmente la parte della madre di Rossella era stata affidata all'attrice Delia Boccardo[2], che dovette tuttavia lasciare la produzione a causa di un malore.
- Il ruolo di Giuliano Sallustio è stato affidato nella prima stagione a Giuseppe Zeno e nella seconda a Paolo Mazzarelli, perché l'attore napoletano era impegnato nelle riprese della fiction di Mediaset Le mani dentro la città.